# Walther Wenck
Walther Wenck, född 18 september 1900 i Wittenberg, död 1 maj 1982 i Bad Rothenfelde, var en tysk militär och affärsman. Under andra världskriget var han general i den Nazityska krigsmakten, samt i krigets slutskede överbefälhavare för 12:e armén. 

## Biografi

### Tidig karriär
Wenck genomgick kadettutbildning och anslöt sig 1919 till frikåren, där han placerades vid Freikorps Reinhard. Den 27 augusti 1919 befordrades han till fanjunkare och förflyttades till 9. preussiska infanteriregementet inom Reichswehr. Efter studier vid infanteriskolan i München återgick han i militär tjänst och befordrades den 1 november 1921 till fänrik. I augusti 1922 placerades han åter vid 9. preussiska infanteriregementet, befordrades den 1 november 1922 till överfänrik, befordrades den 1 februari 1923 till löjtnant och var 1924 plutonchef vid 9. kompaniet i Spandau. Han befordrades till överlöjtnant den 1 februari 1928 och blev i mars 1929 adjutant vid III. bataljonen vid 9. preussiska infanteriregementet i Spandau. Den 1 november 1932 utsågs han till befälhavare för 3. preussiska motorfordonsbataljonen, förflyttades den 1 maj 1933 till 3. preussiska motorfordonsbataljonen i Berlin-Lankwit och blev den 1 maj 1934 hauptmann vid samma bataljon.
Den 1 oktober 1936 examinerades han från generalstabsutbildningen, blev den 6 oktober samma år befälhavare för pansartruppen i Berlin, placerades den i februari 1938 vid staben vid generalkommandot för XVI. armékåren, blev den 10 november 1938 chef för 1. kompaniet vid 2. pansarregementet, beordrades den 1 mars 1939 till major och blev den 1 april 1939 generalstabsofficer vid 1. pansardivisionen.

### Andra världskriget
På hösten 1939 deltog Wenck i fälttåget mot Polen och för sina insatser belönades han den 13 september 1939 med Järnkorset av andra klassen och den 4 oktober samma år förlänades han Järnkorset av första klassen. Wenck tjänstgjorde sedan på västfronten och sårades i foten den 18 maj 1940. Den 1 december 1940 befordrades han till överstelöjtnant, blev på sommaren 1941 operationschef vid 1. pansardivisionen och stred med denna på östfronten. Wenck ledde pansardivisionen mot Leningrad och försökte i slutet av 1941 att nå Moskva, men misslyckades. Den 26 januari 1942 mottog han Tyska korset i guld.
Den 4 februari 1942 blev Wenck taktiklärare vid Krigsakademin, befordrades till överste den 1 juni 1942, blev den 3 september 1942 generalstabschef vid LVII. pansarkåren och placerades i november 1943 vid generalstaben vid 3. rumänska armén. Han deltog därvid i bland annat försvaret av fästningen vid Tjir som i november 1942 utsattes för ett anfall av Röda armén. Den 26 december utnämndes Wenck till generalstabschef vid Karl-Adolf Hollidts division och belönades den 28 december 1942 med Riddarkorset av Järnkorset. Den 1 mars 1943 befordrades Wenck till generalmajor, tjänstgjorde sedan en tid som generalstabschef vid 6. armén, förflyttades den 11 mars till Führerreserven och utnämndes den 15 mars till generalstabschef vid 1. pansararmén. Som generalstabschef vid pansararmén kom Wenck att delta i strider i södra Sovjetunionen. Vidare utsågs Wenck den 6 mars 1944 till generalstabschef vid 6. armén, återgick den 10 mars till 1. pansararmén, upptogs ånyo i Führerreserven den 12 mars och utsågs den 24 mars till överbefälhavare för armégrupp Sydukraina, vid vilken han även tjänstgjorde som generalstabschef. Den 1 april befordrades han till generallöjtnant och blev efter 20 juli-attentatet satt som chef för operationsavdelningen vid Oberkommando des Heeres (OKH) i Berlin och kom därvid att tjänstgöra under generalöverste Heinz Guderian.
Den 6 april 1945 befordrade Hitler Wenck till general för pansartruppen och blev kort därefter befälhavare för 12. armén; därmed blev Wenck den yngste arméchefen under andra världskriget. Den 9. armén var dock i en besvärlig situation; armén var i stort behov av manskap och under det pågående slaget om Berlin propsade Hitler på att Wenck skulle komma till stadens undsättning, vilket var omöjligt. Istället begav sig Wenck mot Elbe för att kapitulera för amerikanarna, vilket skedde på eftermiddagen den 7 maj. Wenck satt sedan i amerikansk krigsfångenskap fram till slutet av 1947.
Under slaget om Berlin ville Wenck även skapa en korridor för att så många som möjligt av Berlins invånare skulle kunna fly västerut. Uppgifterna är osäkra men upp till 250 000 flyktingar, däribland 25 000 man från 9:e armén kunde fly västerut över Elbe till områden ockuperade av US Army.
Wenck omkom i en bilolycka den 1 maj 1982.

## Befordringar
- Löjtnant: 1 februari 1923
- Kapten: 1 maj 1934
- Major: 1 mars 1939
- Överstelöjtnant: 1 december 1940
- Överste: 1 juni 1942
- Generalmajor: 1 mars 1943
- Generallöjtnant: 1 april 1944
- General der Panzertruppe: 4 april 1945